# Lidia Gertrudis Sogandares
Lidia Gertrudis Sogandares Rivera (17 de octubre de 1907, Taboga, Panamá - 21 de marzo de 1971, Ciudad de Panamá) fue la primera doctora panameña y ginecóloga del país.

## Biografía
Nació en la Isla de Taboga y sus padres fueron Manuel Basilio Sogandares Quirós y Lidia Rivera Beluche. Inició sus estudios primarios en la Escuela de Taboga y los continuó en la Escuela de Niñas de Santa Ana No.2. Se graduó con el primer puesto de honor del bachiller de Humanidades (que incluía Ciencias y Letras) del Instituto Nacional en enero de 1926. Por sus notas, se le concedió una beca para estudiar en el Colegio de Santa Teresa, en Winona, Minnesota, Estados Unidos. En 1930 se graduó de Artes con especialización en Química del Colegio Santa Teresa. Obtuvo la licenciatura en Ciencias en la Escuela de Medicina de la Universidad de Arkansas Little Rock, en 1932, y completó sus estudios en medicina y cirugía en 1934. Luego se especializó en obstetricia y ginecología en el Hospital de las Mujeres de Filadelfia en 1935.
Durante las vacaciones de sus estudios regresaba a Panamá para trabajar como voluntaria del Laboratorio Conmemorativo Gorgas, en el Hospital Panamá y en el Hospital Santo Tomás. Cuando terminó sus estudios en 1935, regresó a Panamá como la primera mujer médica del país y cuarta de América Central. 
En 1936, la doctora Sogandares fue nombrada como médico interno de primera categoría en el Hospital Santo Tomás. Eventualmente fue ascendiendo, siendo directora de la sala de maternidad y jefa del servicio de obstetricia. Trabajó como profesora asistente de la cátedra de obstetricia y ginecología de la Escuela de Medicina de la Universidad de Panamá y como profesora titular en la Escuela de Enfermería del Hospital Santo Tomás.
Fue autora de varios estudios clínicos, como: Placenta previa, Quiste gigante recidivante del ovario derecho como complicación de un embarazo, Ruptura del útero: estudio de 30 casos de ruptura uterina ocurridos en el Hospital Santo Tomás en los últimos 24 años (1925-1949) y Mola hidatidiforme. 
El embarazo en la adolescencia, la multiparidad y la paternidad no responsable fueron preocupaciones de la doctora Sogandares. Por eso fue cofundadora de la Asociación Panameña para el Planeamiento de la Familia, conocida como APLAFA, en diciembre de 1965. 
En el ámbito gremial fue cofundadora y primera mujer miembro de la Academia Panameña de Medicina y Cirugía, siendo su presidenta entre 1963 y 1965; presidenta de la Asociación Médica Nacional (1955-1957); cofundadora y primera presidenta de la Sociedad Panameña de Obstetricia y Ginecología (1953-1954); así como miembro de otras agrupaciones médicas tales como la Alianza Panamericana de Mujeres Médicas y la Isthmian Medical Association.
Fue condecorada por el gobierno nacional con la Orden Vasco Núñez de Balboa en grado de Comendadora en 1959.